# 야나체크 극장

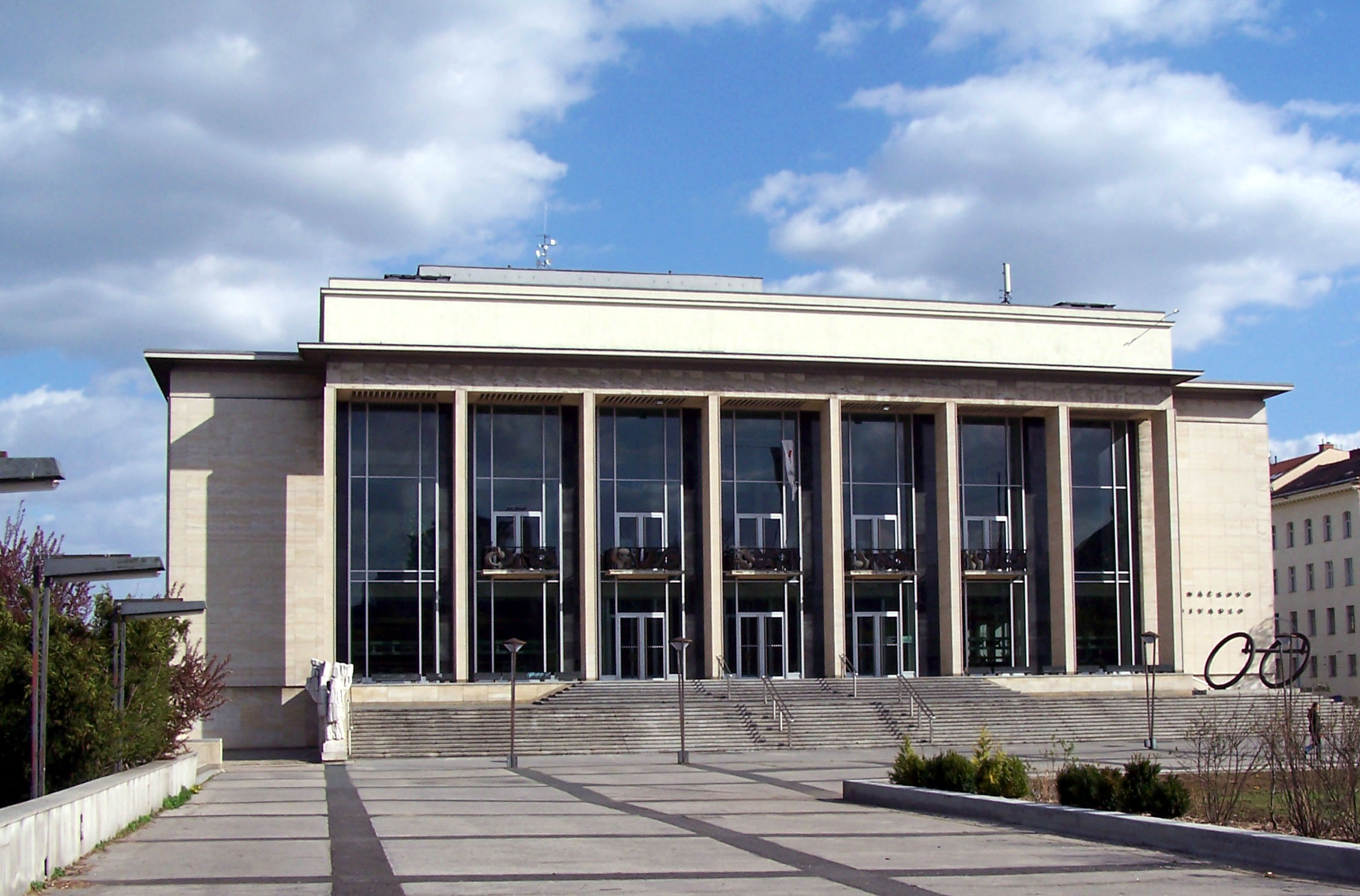
야나체크 극장

야나체크 극장(체코어: Janáčkovo divadlo)은 체코 브르노에 위치한 극장으로, 1965년에 설립되었다. 오페라와 발레가 주로 공연되며, 작곡가 레오시 야나체크의 이름을 따서 명명되었다.